# District de Jiading
Le district de Jiading (嘉定区 ; pinyin : Jiādìng Qū) est une subdivision de la municipalité de Shanghai en Chine.
Depuis 2004, le Circuit international de Shanghai y accueille le Grand Prix de Chine de Formule 1.
S'y trouve également le campus Jiading de l'Université de Shanghai. Jusqu'à la création de cette dernière en 1994 par la fusion de plusieurs établissements, ce campus était le siège de l'Université des Sciences et Technologies de Shanghai (上海科技大学, plus connue sous le nom Shanghai University of Science and Technology, SUST) fondée en 1958.

## À voir
- Bourg de Nanxiang

## Jumelage
- Wolfsbourg (Allemagne) depuis le 22 octobre 2007